# Comuna Călinești-Oaș, Satu Mare
Călinești-Oaș (în maghiară: Kányaháza) este o comună în județul Satu Mare, Transilvania, România, formată din satele Călinești-Oaș (reședința), Coca, Lechința și Pășunea Mare.

## Așezare
Comuna Călinești Oaș este situată în partea de vest a Depresiunii Țării Oașului, și în partea de nord-est a județului Satu Mare, la o distanță de 40 de km de municipiul Satu Mare, resedința județului, la 15 km de orașul Negrești Oaș și la 60 km față de municipiul Baia Mare.
Comuna se întinde pe o suprafață de 4188 ha, din care 828 ha intravilan și 3360 ha extravilan, are o populație de 4850 de locuitori,iar din punct de vedere administrativ, cuprinde satele: Călinești Oaș - centru administrativ, Lechința, Coca, Pășunea Mare.
Comuna se învecinează: la nord cu localitatea Gherța Mică, la sud cu Prilog Vii și Livada, la est cu satul Boinești, la vest cu localitatea Turulung.

## Demografie
Componența etnică a comunei Călinești-Oaș
     Români (96,66%)
     Alte etnii (0,2%)
     Necunoscută (3,15%)
Componența confesională a comunei Călinești-Oaș
     Ortodocși (83,68%)
     Penticostali (8,13%)
     Greco-catolici (4,22%)
     Alte religii (0,76%)
     Necunoscută (3,21%)
Conform recensământului efectuat în 2021, populația comunei Călinești-Oaș se ridică la 5.117 locuitori, în creștere față de recensământul anterior din 2011, când fuseseră înregistrați 4.811 locuitori. Majoritatea locuitorilor sunt români (96,66%), iar pentru 3,15% nu se cunoaște apartenența etnică. Din punct de vedere confesional, majoritatea locuitorilor sunt ortodocși (83,68%), cu minorități de penticostali (8,13%) și greco-catolici (4,22%), iar pentru 3,21% nu se cunoaște apartenența confesională.

## Personalități locale
- Nicolae I. Petricec (d. 4 aprilie 2010), poet[necesită citare]

## Politică și administrație
Comuna Călinești-Oaș este administrată de un primar și un consiliu local compus din 15 consilieri. Primarul, Ioan Bumb[*],  politician independent, este în funcție din 1 noiembrie 2024. Începând cu alegerile locale din 2024, consiliul local are următoarea componență pe partide politice:
|  | Partid                          | Consilieri | Componența Consiliului | Componența Consiliului | Componența Consiliului | Componența Consiliului | Componența Consiliului |
|  | ------------------------------- | ---------- | ---------------------- | ---------------------- | ---------------------- | ---------------------- | ---------------------- |
|  | Partidul Național Liberal       | 5          |                        |                        |                        |                        |                        |
|  | Uniunea Salvați România         | 3          |                        |                        |                        |                        |                        |
|  | Partidul Social Democrat        | 3          |                        |                        |                        |                        |                        |
|  | Partidul Verde                  | 1          |                        |                        |                        |                        |                        |
|  | Alianța pentru Unirea Românilor | 1          |                        |                        |                        |                        |                        |
|  | Forța Dreptei                   | 1          |                        |                        |                        |                        |                        |
|  | Partidul Mișcarea Populară      | 1          |                        |                        |                        |                        |                        |

## Atracții turistice
- Biserica de lemn din Lechința
- Rezervația naturală "Cursul inferior al râului Tur", (43 ha)